# Uta Zapf
Uta Zapf geb. Poetschke (* 14. August 1941 in Liegnitz, Schlesien) ist eine deutsche Politikerin (SPD).
Sie war von 1998 bis 2013 Vorsitzende des Unterausschusses Abrüstung, Rüstungskontrolle und Nichtverbreitung des Auswärtigen Ausschusses des Deutschen Bundestages.

## Leben und Beruf
Nach dem Abitur 1962 absolvierte Uta Zapf ein Studium der Germanistik, Anglistik und Literaturwissenschaft an der Ludwig-Maximilians-Universität München. Anschließend arbeitete sie als freie Mitarbeiterin für Verlage als Lektorin und Übersetzerin. Später war sie außerdem als Dozentin in der Erwachsenenbildung tätig.
Uta Zapf ist verheiratet und hat ein Kind.

## Partei
Sie trat 1972 in die SPD ein und ist seit 1990 Vorsitzende der Kommission Internationale Politik und Frieden beim SPD-Bezirksvorstand Hessen Süd. Von 1995 bis 2001 gehörte sie außerdem dem SPD-Landesvorstand in Hessen und von 1999 bis 2000 auch dem SPD-Parteirat an.
Uta Zapf gehört seit 1983 dem SPD-Bezirksvorstand Hessen Süd an und ist hier seit 1990 stellvertretende Bezirksvorsitzende. 2003 gehörte sie den Mitbegründern des Forums Eine Welt der SPD Hessen Süd. Seit 2005 leitet sie die Arbeitsgruppe Migration des Bezirksverbandes Hessen Süd.

## Abgeordnete
Von 1985 bis 1992 gehörte Uta Zapf der Stadtverordnetenversammlung von Dreieich an.
Von 1990 bis 2013 war sie Mitglied des Deutschen Bundestages. Hier war sie von 1995 bis 1998 Sprecherin der Arbeitsgruppe Abrüstung und Rüstungskontrolle und daneben Vorsitzende des Gesprächskreises Kurden der SPD-Bundestagsfraktion.
Ab 1998 war Uta Zapf Vorsitzende des Unterausschusses Abrüstung, Rüstungskontrolle und Nichtverbreitung des Auswärtigen Ausschusses des Deutschen Bundestages und daneben stellvertretende Sprecherin der Fraktionsarbeitsgruppe Außenpolitik. Von 1998 bis 2005 gehörte sie auch dem SPD-Fraktionsvorstand an.
Ab 1998 war Uta Zapf Vorsitzende der Deutsch-Belarussischen Parlamentariergruppe, seit 2002 stellvertretende Sprecherin der Landesgruppe Hessen in der SPD-Bundestagsfraktion, sowie Mitglied der International Crisis Group. Ab Januar 2003 leitete sie außerdem den Fraktionsgesprächskreis Südosteuropa.
Uta Zapf ist 1998 und 2002 als direkt gewählte Abgeordnete des Wahlkreises Offenbach und sonst stets über die Landesliste Hessen in den Bundestag eingezogen. Bei der Bundestagswahl 2013 trat sie nicht mehr an.
Im Jahr 2006 wurde sie mit dem Bundesverdienstkreuz am Bande und im Jahr 2015 mit dem Bundesverdienstkreuz erster Klasse gewürdigt.

## Mitgliedschaften
Zapf ist Mitglied der Europa-Union Parlamentariergruppe Deutscher Bundestag.
Sie ist Mitglied im European Leadership Network.